# Illots Maria
Els illots Maria, o també illes Hull, formen un atol deshabitat de les illes Australs, a la Polinèsia Francesa. Està situat a 205 km al nord-oest de Rimatara i a 325 km a l'est de Mangaia, una de les illes Cook. És un atol petit format per quatre illots amb una llacuna triangular poc profunda. Dos illots depenen de la comuna de Rimatara i els altres dos de Rurutu. És la formació geològica més antiga de les illes Australs. La superfície total és d'1,3 km². Els illots tenen una vegetació densa gairebé endèmica. El nom prové del balener Maria que amb el capità George Gardner van veure l'atol el 1824. També està acreditar com a descobridor l'anglès Hiram Paulding, que hi va arribar el 1827. El 1845 es van anomenar Sands Islands pel capità J.R. Sands del balener Benjamin Tucker.
Durant un temps va ser utilitzat com a colònia penal.